# Fusarium foetens
Fusarium foetens är en svampart som beskrevs av Schroers, O'Donnell, Baayen & Hooftman 2004. Fusarium foetens ingår i släktet Fusarium och familjen Nectriaceae.   Inga underarter finns listade i Catalogue of Life.